# Terminal Casa Verde
O Terminal Casa Verde é um terminal de ônibus urbano da cidade de São Paulo, localizado na Zona Norte da capital. Inaugurado em 6 de março de 1985 pelo então prefeito Mário Covas, foi o segundo terminal urbano a ser entregue na história do transporte público da cidade após o antigo Terminal Vila Prudente. Após a demolição deste em 2013, o Terminal Casa Verde se tornou oficialmente o terminal urbano mais antigo ainda em atividade na cidade.
Na época de sua inauguração, o terminal integrou um plano de extensão da CMTC para a rede de trólebus na capital paulista, com a rede se conectando até o centro da capital através das avenidas Engenheiro Caetano Álvares, Ordem e Progresso e Marquês de São Vicente. No entanto, durante a reorganização do sistema de transporte por pneus promovido pela gestão da prefeita Marta Suplicy, as redes instaladas na zona norte da capital (incluindo as do Tucuruvi) foram suprimidas no início dos anos 2000 sob a alegação de baixa demanda e altos custos operacionais..
Atualmente ocupa uma área de aproximadamente 1.970 m² possuindo 2 plataformas que atendem 4 linhas, sendo um dos menores terminais urbanos da cidade. Sua demanda diária é de cerca de 2 mil pessoas nos dias úteis. Em 2024, o terminal passou por uma reforma após ser cedido à iniciativa privada, sendo reentregue ao público em outubro do mesmo ano; atualmente, o local é administado pelo consórcio SP Terminais Noroeste.